# São João das Duas Pontes
São João das Duas Pontes es un municipio brasileño del estado de São Paulo. La ciudad tiene una población de 2.566 habitantes (IBGE/2010) y área de 129,3 km². São João das Duas Pontes pertenece a la Microrregión de Fernandópolis.

## Geografía
Se localiza a una latitud 20º23'22" sur y a una longitud 50º22'41" oeste, estando a una altitud de 427 metros.

### Carreteras
- SP-320

## Demografía
Datos del Censo - 2010
Población total: 2.566
- Urbana: 1.961
- Rural: 605
- Hombres: 1.290[5]
- Mujeres: 1.276

Densidad demográfica (hab./km²): 19,84

## Administración
- Prefecto: Nilza Bozeli(2009/2013)
- Viceprefecto: Vera Lúcia Cagnim Siqueira Barbosa
- Presidente de la cámara: (2007/2008)

## Religión
El Cristianismo está presente en la ciudad de la siguiente manera:

### Iglesia Católica
La iglesia católica del municipio forma parte de la Diócesis de Jales.

### Iglesia Protestante
En la ciudad están presentes las más diversas creencias evangélicas, principalmente pentecostales, incluidas las Asambleas de Dios de Brasil (la iglesia evangélica más grande del país), Congregación Cristiana, entre otras. Estas denominaciones están creciendo cada vez más en todo Brasil.